# Plagiobothrys jonesii
Plagiobothrys jonesii är en strävbladig växtart som beskrevs av Asa Gray. Plagiobothrys jonesii ingår i släktet tiggarstavar, och familjen strävbladiga växter. Inga underarter finns listade i Catalogue of Life.

## Bildgalleri

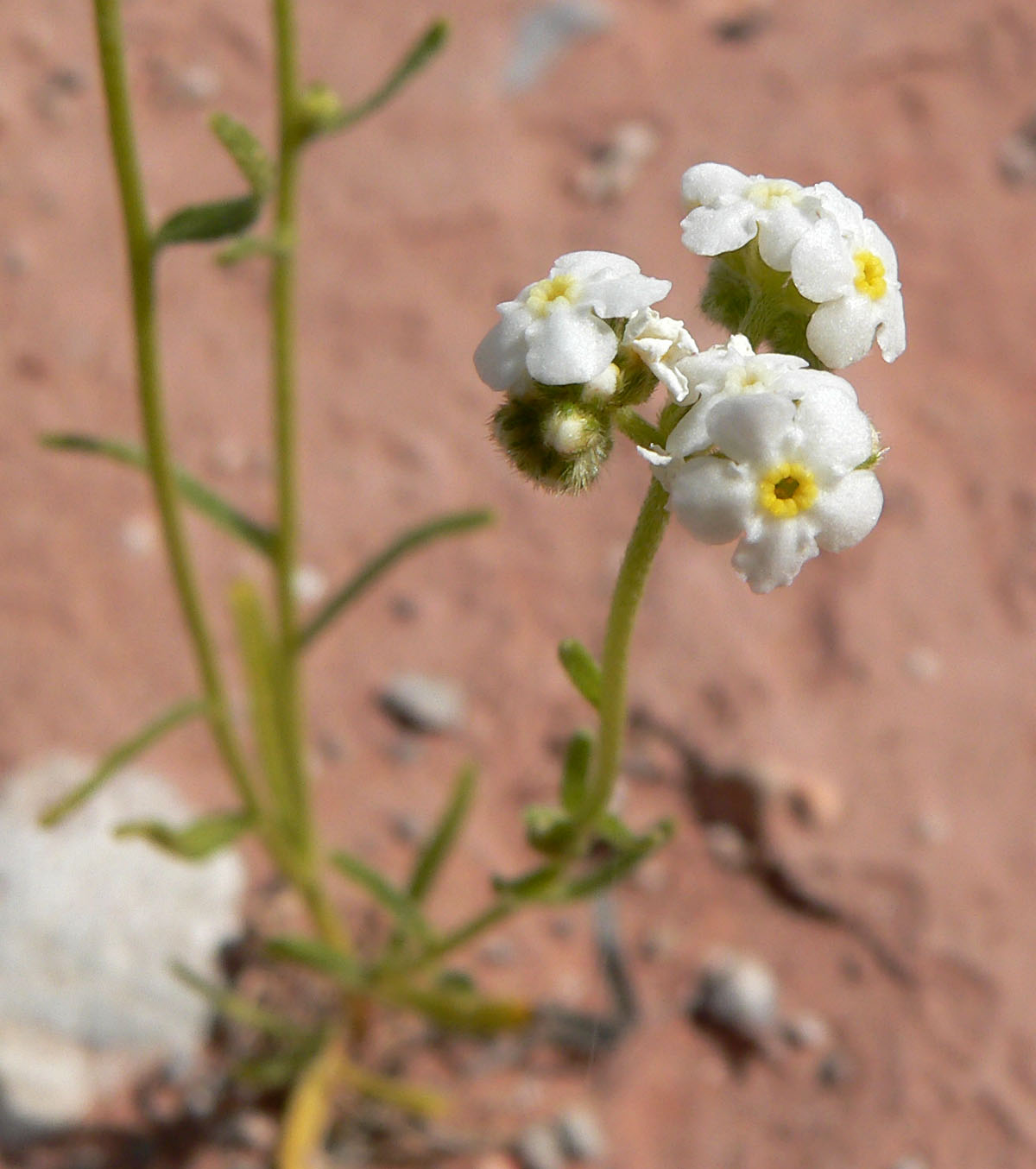